# Sport- und Schwimmverein Reutlingen 05 2001-2002
Questa voce raccoglie le informazioni riguardanti lo Sport- und Schwimmverein Reutlingen 05 nelle competizioni ufficiali della stagione 2001-2002.

## Stagione
Nella stagione 2001-2002 il Reutlingen, allenato da Armin Veh e Reiner Geyer, concluse il campionato di 2. Bundesliga al 10º posto. In Coppa di Germania il Reutlingen fu eliminato al secondo turno dal RW Oberhausen.

## Rosa
| N. |                      | Ruolo | Calciatore            |
| -- | -------------------- | ----- | --------------------- |
| 1  | Germania (bandiera)  | P     | Marco Langner         |
| 2  | Germania (bandiera)  | D     | Alexander Malchow     |
| 3  | Germania (bandiera)  | D     | Torsten Traub         |
| 4  | Germania (bandiera)  | D     | Domenico Sbordone     |
| 5  | Croazia (bandiera)   | D     | Saša Janić            |
| 6  | Ghana (bandiera)     | C     | Godfried Aduobe       |
| 7  | Germania (bandiera)  | C     | Robert Hofacker       |
| 8  | Germania (bandiera)  | C     | Jochen Weigl          |
| 9  | Germania (bandiera)  | C     | Jan Hoffmann          |
| 10 | Germania (bandiera)  | C     | Ralf Becker           |
| 11 | Camerun (bandiera)   | A     | Olivier Djappa        |
| 12 | Germania (bandiera)  | P     | Christian Krieglmeier |
| 13 | Rep. Ceca (bandiera) | A     | Milan Kerbr           |
| 14 | Nigeria (bandiera)   | D     | Donald Agu            |
| 15 | Germania (bandiera)  | A     | Carsten Klee          |

| N. |                                 | Ruolo | Calciatore           |
| -- | ------------------------------- | ----- | -------------------- |
| 15 | Germania (bandiera)             | D     | Torsten Chmielewski  |
| 16 | Spagna (bandiera)               | A     | Alfonso García       |
| 17 | Germania (bandiera)             | C     | Jörn Schmiedel       |
| 18 | Germania (bandiera)             | A     | Nico Frommer         |
| 19 | Rep. Ceca (bandiera)            | C     | Jiří Barbořík        |
| 20 | Germania (bandiera)             | D     | Thomas Kies          |
| 21 | Germania (bandiera)             | D     | Sören Dreßler        |
| 22 | Rep. Ceca (bandiera)            | D     | Michal Kovář         |
| 23 | Germania (bandiera)             | D     | Michael Urban        |
| 24 | Germania (bandiera)             | A     | Nico Schuska         |
| 25 | Nigeria (bandiera)              | C     | Adebowale Ogungbure  |
| 27 | Bosnia ed Erzegovina (bandiera) | A     | Haris Karamehmedović |
| 30 | Germania (bandiera)             | C     | Frank Gerster        |
| 32 | Serbia (bandiera)               | P     | Goran Ćurko          |

## Organigramma societario
Area tecnica
- Allenatore: Reiner Geyer
- Allenatore in seconda:
- Preparatore dei portieri:
- Preparatori atletici:

## Calciomercato

### Sessione estiva
| Acquisti | Acquisti              | Acquisti              | Acquisti |
| R.       | Nome                  | da                    | Modalità |
| -------- | --------------------- | --------------------- | -------- |
| A        | Alfonso García        | Unterhaching          |          |
| C        | Frank Gerster         | Eintracht Francoforte |          |
| D        | Thomas Kies           | Waldhof Mannheim      |          |
| A        | Carsten Klee          | Sachsen Lipsia        |          |
| D        | Michal Kovář          | Sigma Olomouc         |          |
| P        | Christian Krieglmeier | Ulma                  |          |
| D        | Domenico Sbordone     | Greuther Fürth        |          |
| C        | Jörn Schmiedel        | Stoccarda II          |          |
| D        | Michael Urban         | SV 03 Tübingen        |          |
| C        | Jochen Weigl          | Norimberga            |          |

| Cessioni | Cessioni          | Cessioni          | Cessioni |
| R.       | Nome              | da                | Modalità |
| -------- | ----------------- | ----------------- | -------- |
| D        | Joachim Cast      | Kickers Stoccarda |          |
| P        | Michael Gurski    | Unterhaching      |          |
| P        | Ralf Hermanutz    | Pfullendorf       |          |
| D        | Denis Lapaczinski | Hertha Berlino    |          |
| C        | Stefan Lexa       | Unterhaching      |          |
| D        | Thomas Pfannkuch  | Göttingen         |          |
| A        | Andreas Rill      | Greuther Fürth II |          |
| A        | Mikheil Sajaia    | Augusta           |          |
| A        | Antti Sumiala     | FC Jazz Pori      |          |
| D        | Mario Wildmann    | RW Oberhausen     |          |

### Sessione invernale
| Acquisti | Acquisti            | Acquisti   | Acquisti |
| R.       | Nome                | da         | Modalità |
| -------- | ------------------- | ---------- | -------- |
| C        | Adebowale Ogungbure | Norimberga |          |
| A        | Nico Schuska        | Heidenheim |          |

| Cessioni | Cessioni | Cessioni | Cessioni |
| R.       | Nome     | da       | Modalità |
| -------- | -------- | -------- | -------- |

## Risultati

### 2. Bundesliga

#### Girone di andata
| Arbitro: | Fandel |

|                                |           |           |
| Yang 62’ Kryszałowicz 66’, 80’ | Marcatori | 16’ Weigl |

| Arbitro: | Kemmling |

|                           |           |                                        |
| Gerster 42’ Schmiedel 88’ | Marcatori | 8’ Brinkmann 36’ Wichniarek 89’ Borges |

| Arbitro: | Brych |

|                                    |           |                                   |
| Policella 3’ Bönig 58’ Wolters 86’ | Marcatori | 28’ Sbordone 67’ Janić 76’ Becker |

| Arbitro: | Pickel |

|  |           |               |
|  | Marcatori | 26’ Škarabela |

| Arbitro: | Voss |

|                                                    |           |  |
| Chifon 33’ Ristić 34’ Vidolov 45’, 56’ (rig.), 90’ | Marcatori |  |

| Arbitro: | Perl |

|                                 |           |           |
| Janić 14’ García 24’ Djappa 38’ | Marcatori | 47’ Diane |

| Arbitro: | Berg |

|                                               |           |                           |
| Schwarz 52’ Lexa 63’ Breitenreiter 73’ (rig.) | Marcatori | 33’ Hofacker 79’ Hoffmann |

| Arbitro: | Weber |

|                                     |           |  |
| García 39’ Frommer 65’ Hoffmann 86’ | Marcatori |  |

| Arbitro: | Margenberg |

|                        |           |             |
| Thurk 8’ Friedrich 79’ | Marcatori | 20’ Frommer |

| Arbitro: | Kinhöfer |

|                                |           |                         |
| Hofacker 29’ (rig.) García 40’ | Marcatori | 30’ Stendel 39’ Kaufman |

| Arbitro: | Minskowski |

|  |           |            |
|  | Marcatori | 89’ García |

| Arbitro: | Albrecht |

|                             |           |                             |
| Becker 37’, 48’ Frommer 66’ | Marcatori | 15’ Zimmermann 72’ Feinbier |

| Arbitro: | Weiner |

|  |           |                                           |
|  | Marcatori | 22’ Djappa 68’ Schmiedel 73’ (rig.) Kovář |

| Arbitro: | Frank |

|            |           |  |
| Becker 90’ | Marcatori |  |

| Arbitro: | Gräfe |

|           |           |  |
| Licht 79’ | Marcatori |  |

| Arbitro: | Trautmann |

|                    |           |            |
| Melunovic 37’, 64’ | Marcatori | 49’ García |

| Arbitro: | Meyer |

|                                    |           |  |
| Becker 65’ Frommer 70’ Gerster 81’ | Marcatori |  |

#### Girone di ritorno
| Arbitro: | Fröhlich |

|                       |           |                  |
| García 66’ Djappa 87’ | Marcatori | 21’ Kryszałowicz |

| Arbitro: | Keßler |

|                |           |            |
| Wichniarek 61’ | Marcatori | 90’ Becker |

| Arbitro: | Wack |

|  |           |            |
|  | Marcatori | 19’ Kienle |

| Arbitro: | Kammerer |

|                                                           |           |            |
| Amanatidīs 15’ Azzouzi 21’ (rig.), 63’ (rig.) Dworrak 22’ | Marcatori | 39’ Djappa |

| Arbitro: | Schößling |

|                    |           |                     |
| Malchow 74’ (rig.) | Marcatori | 13’ Ristić 61’ Fiél |

| Arbitro: | Stachowiak |

|          |           |            |
| Rauw 90’ | Marcatori | 52’ García |

| Arbitro: | Gagelmann |

|            |           |            |
| Djappa 53’ | Marcatori | 72’ Rösler |

| Arbitro: | Koop |

|                         |           |  |
| García 43’ Hoffmann 67’ | Marcatori |  |

| Arbitro: | Scheppe |

|                                             |           |  |
| Casey 36’ Linke 54’ Stendel 56’ Štefulj 87’ | Marcatori |  |

| Arbitro: | Voss |

|                                      |           |             |
| Freier 27’ Buckley 39’ Hashemian 89’ | Marcatori | 71’ Frommer |

| Arbitro: | Trautmann |

|  |           |                      |
|  | Marcatori | 48’ Müller 66’ Ciucă |

| Arbitro: | Anklam |

|                   |           |                            |
| Arnold 68’ (rig.) | Marcatori | 19’ Hofacker 21’ Schmiedel |

| Arbitro: | Frank |

|                                            |           |                           |
| Schmiedel 31’ Kovář 39’ (rig.) Malchow 82’ | Marcatori | 25’ Chałaśkiewicz 89’ Efe |

| Arbitro: | Gräfe |

|          |           |  |
| Graf 57’ | Marcatori |  |

| Arbitro: | Sippel |

|                               |           |  |
| Frommer 31’, 38’ Hoffmann 60’ | Marcatori |  |

| Arbitro: | Aust |

|                            |           |                   |
| García 3’ Frommer 27’, 44’ | Marcatori | 36’ (rig.) Rögele |

| Arbitro: | Perl |

|                                                    |           |                                |
| Hutwelker 42’ (rig.) Hallé 48’ Čović 58’ Maier 82’ | Marcatori | 5’ Weigl 40’ García 84’ Djappa |

### Coppa di Germania
| Arbitro: | Steinborn |

|            |           |                                               |
| Börger 74’ | Marcatori | 22’ Becker 36’ García 58’ Djappa 77’ Hoffmann |

| Arbitro: | Gagelmann |

|                                       |                      |                          |
| Djappa 75’ Hoffmann 110’              | Marcatori            | 27’ Judt 95’ Vier        |
| Kovář Schmiedel Hoffmann Djappa Ćurko | Tiri di rigore 3 – 4 | Lipinski Hayer Judt Vier |

## Statistiche

### Statistiche di squadra
| Competizione      | Punti | In casa | In casa | In casa | In casa | In casa | In casa | In trasferta | In trasferta | In trasferta | In trasferta | In trasferta | In trasferta | Totale | Totale | Totale | Totale | Totale | Totale | DR |
| Competizione      | Punti | G       | V       | N       | P       | Gf      | Gs      | G            | V            | N            | P            | Gf           | Gs           | G      | V      | N      | P      | Gf     | Gs     | DR |
| ----------------- | ----- | ------- | ------- | ------- | ------- | ------- | ------- | ------------ | ------------ | ------------ | ------------ | ------------ | ------------ | ------ | ------ | ------ | ------ | ------ | ------ | -- |
| 2. Bundesliga     | 44    | 17      | 10      | 2       | 5       | 32      | 19      | 17           | 3            | 3            | 11           | 21           | 38           | 34     | 13     | 5      | 16     | 53     | 57     | -4 |
| Coppa di Germania | -     | 1       | 0       | 1       | 0       | 2       | 2       | 1            | 1            | 0            | 0            | 4            | 1            | 2      | 1      | 1      | 0      | 6      | 3      | +3 |
| Totale            | 44    | 18      | 10      | 3       | 5       | 34      | 21      | 18           | 4            | 3            | 11           | 25           | 39           | 36     | 14     | 6      | 16     | 59     | 60     | -1 |

### Andamento in campionato
| Giornata  | 1  | 2  | 3  | 4  | 5  | 6  | 7  | 8  | 9  | 10 | 11 | 12 | 13 | 14 | 15 | 16 | 17 | 18 | 19 | 20 | 21 | 22 | 23 | 24 | 25 | 26 | 27 | 28 | 29 | 30 | 31 | 32 | 33 | 34 |
| --------- | -- | -- | -- | -- | -- | -- | -- | -- | -- | -- | -- | -- | -- | -- | -- | -- | -- | -- | -- | -- | -- | -- | -- | -- | -- | -- | -- | -- | -- | -- | -- | -- | -- | -- |
| Luogo     | T  | C  | T  | C  | T  | C  | T  | C  | T  | C  | T  | C  | T  | C  | T  | T  | C  | C  | T  | C  | T  | C  | T  | C  | C  | T  | T  | C  | T  | C  | T  | C  | C  | T  |
| Risultato | P  | P  | N  | P  | P  | V  | P  | V  | P  | N  | V  | V  | V  | V  | P  | P  | V  | V  | N  | P  | P  | P  | N  | N  | V  | P  | P  | P  | V  | V  | P  | V  | V  | P  |
| Posizione | 14 | 14 | 14 | 15 | 17 | 14 | 15 | 14 | 15 | 15 | 13 | 11 | 10 | 8  | 9  | 10 | 9  | 8  | 9  | 10 | 11 | 11 | 10 | 11 | 12 | 10 | 11 | 12 | 11 | 10 | 12 | 10 | 9  | 10 |

Legenda:

Luogo: C = Casa; T = Trasferta. Risultato: V = Vittoria; N = Pareggio; P = Sconfitta.

### Statistiche dei giocatori
| Giocatore         | 2. Bundesliga | 2. Bundesliga | 2. Bundesliga | 2. Bundesliga | Coppa di Germania | Coppa di Germania | Coppa di Germania | Coppa di Germania | Totale   | Totale | Totale      | Totale     |
| Giocatore         | Presenze      | Reti          | Ammonizioni   | Espulsioni    | Presenze          | Reti              | Ammonizioni       | Espulsioni        | Presenze | Reti   | Ammonizioni | Espulsioni |
| ----------------- | ------------- | ------------- | ------------- | ------------- | ----------------- | ----------------- | ----------------- | ----------------- | -------- | ------ | ----------- | ---------- |
| G. Aduobe         | 32            | 0             | 4             | 0             | 2                 | 0                 | 0                 | 0                 | 34       | 0      | 4           | 0          |
| D. Agu            | 6             | 0             | 1             | 0             | 0                 | 0                 | 0                 | 0                 | 6        | 0      | 1           | 0          |
| J. Barbořík       | 1             | 0             | 0             | 0             | 0                 | 0                 | 0                 | 0                 | 1        | 0      | 0           | 0          |
| R. Becker         | 31            | 6             | 2             | 0             | 2                 | 1                 | 0                 | 0                 | 33       | 7      | 2           | 0          |
| T. Chmielewski    | 0             | 0             | 0             | 0             | 0                 | 0                 | 0                 | 0                 | 0        | 0      | 0           | 0          |
| O. Djappa         | 29            | 6             | 2             | 0             | 2                 | 2                 | 0                 | 0                 | 31       | 8      | 2           | 0          |
| S. Dreßler        | 4             | 0             | 0             | 0             | 0                 | 0                 | 0                 | 0                 | 4        | 0      | 0           | 0          |
| N. Frommer        | 27            | 9             | 4             | 0             | 2                 | 0                 | 1                 | 0                 | 29       | 9      | 5           | 0          |
| A. García         | 30            | 10            | 0             | 1             | 2                 | 1                 | 0                 | 0                 | 32       | 11     | 0           | 1          |
| F. Gerster        | 15            | 2             | 2             | 0             | 0                 | 0                 | 0                 | 0                 | 15       | 2      | 2           | 0          |
| R. Hofacker       | 17            | 3             | 3             | 0             | 1                 | 0                 | 0                 | 0                 | 18       | 3      | 3           | 0          |
| J. Hoffmann       | 30            | 4             | 6             | 1             | 2                 | 2                 | 0                 | 0                 | 32       | 6      | 6           | 1          |
| S. Janić          | 26            | 2             | 1             | 0             | 2                 | 0                 | 1                 | 0                 | 28       | 2      | 2           | 0          |
| H. Karamehmedović | 0             | 0             | 0             | 0             | 0                 | 0                 | 0                 | 0                 | 0        | 0      | 0           | 0          |
| M. Kerbr          | 0             | 0             | 0             | 0             | 0                 | 0                 | 0                 | 0                 | 0        | 0      | 0           | 0          |
| T. Kies           | 24            | 0             | 3             | 0             | 2                 | 0                 | 0                 | 0                 | 26       | 0      | 3           | 0          |
| C. Klee           | 6             | 0             | 1             | 0             | 0                 | 0                 | 0                 | 0                 | 6        | 0      | 1           | 0          |
| M. Kovář          | 28            | 2             | 4             | 0             | 2                 | 0                 | 0                 | 0                 | 30       | 2      | 4           | 0          |
| C. Krieglmeier    | 1             | 0             | 0             | 0             | 0                 | 0                 | 0                 | 0                 | 1        | 0      | 0           | 0          |
| M. Langner        | 0             | 0             | 0             | 0             | 0                 | 0                 | 0                 | 0                 | 0        | 0      | 0           | 0          |
| A. Malchow        | 24            | 2             | 11            | 0             | 1                 | 0                 | 1                 | 0                 | 25       | 2      | 12          | 0          |
| A. Ogungbure      | 7             | 0             | 2             | 0             | 0                 | 0                 | 0                 | 0                 | 7        | 0      | 2           | 0          |
| D. Sbordone       | 25            | 1             | 2             | 1             | 1                 | 0                 | 1                 | 0                 | 26       | 1      | 3           | 1          |
| J. Schmiedel      | 23            | 4             | 5             | 0             | 2                 | 0                 | 0                 | 0                 | 25       | 4      | 5           | 0          |
| N. Schuska        | 0             | 0             | 0             | 0             | 0                 | 0                 | 0                 | 0                 | 0        | 0      | 0           | 0          |
| T. Traub          | 24            | 0             | 5             | 0             | 2                 | 0                 | 0                 | 0                 | 26       | 0      | 5           | 0          |
| M. Urban          | 0             | 0             | 0             | 0             | 0                 | 0                 | 0                 | 0                 | 0        | 0      | 0           | 0          |
| J. Weigl          | 25            | 2             | 5             | 0             | 1                 | 0                 | 0                 | 0                 | 26       | 2      | 5           | 0          |
| G. Ćurko          | 34            | 0             | 4             | 0             | 2                 | 0                 | 0                 | 0                 | 36       | 0      | 4           | 0          |